# غلامحسین افخم حکمت
غلامحسین افخم حکمت (۱۲۸۶–۱۳۵۵) پزشک و دولتمرد دوره پهلوی بود.
پدرش نظام‌الدین خان مشارالدوله از رجال دوران قاجار و پهلوی و عمویش سردار فاخر حکمت رئیس مجلس شورای ملی در دوران محمدرضا شاه بود. در رشته پزشکی در فرانسه تحصیل کرد و پس از بازگشت به ایران به طبابت پرداخت و با دختر عدل‌الملک دادگر رئیس مجلس شورای ملی ازدواج کرد. عدل‌الملک مغضوب رضا شاه و ناچار به ترک ایران شد.
افخم حکمت طی مدارج ترقی را با ریاست بهداری فارس آغاز کرد و تا ریاست کل آمار و ثبت احوال کشور پیش رفت. در دوران نخست‌وزیری دکتر مصدق استاندار گیلان شد. پس از ۲۸ مرداد ۱۳۳۲ در دولت سپهبد زاهدی معاون وزارت کشور بود و در پی فوت سرتیپ جهانبانی وزیر کشور، مدتی این وزارت‌خانه را سرپرستی کرد. سپس از سال ۱۳۳۴ به مدت ده سال استاندار مرکزی (به مرکزیت تهران) بود.
افخم حکمت به عنوان مردی توصیف شده که گاهی شعر می‌سرود و در نقاشی سیاه‌قلم هم دستی داشت و معتاد به تریاک بود. پیش‌رفت شغلی او را مرهون عمویش می‌دانند.
مزار ایشان در ارامستان ظهیرالدوله قطعه‌ی خانواده‌ی افخم قرار دارد.